# Vladímir Burliuk
Vladímir Davídovich Burliuk (en ruso Владимир Давидович Бурлюк) (Járkov, 1886 – Salónica, 1917) fue un artista e ilustrador ucraniano, hermano del también artista David Burliuk.
Vladímir y su hermano David trabajaron generalmente de forma conjunta. En 1902 se establecieron en Múnich, donde estudiaron arte, estableciendo relación con Vasili Kandinski, por mediación del cual participaron en la primera exposición de Der Blaue Reiter en 1911. En Rusia trabajaron con Natalia Goncharova y Mijaíl Lariónov, en un estilo primitivista, exponiendo con el grupo Sota de Diamantes en 1910. Con su otro hermano, Nikolái, y el poeta Maiakovski, fueron los creadores del futurismo ruso. Murió en la Primera Guerra Mundial.

## Galería

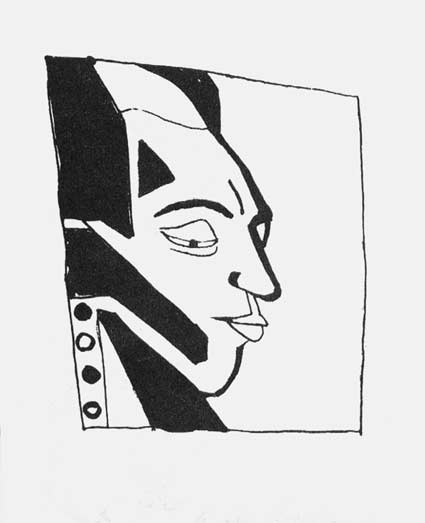
Retrato de Velimir Jlébnikov realizado por Vladímir Burliuk en 1913.
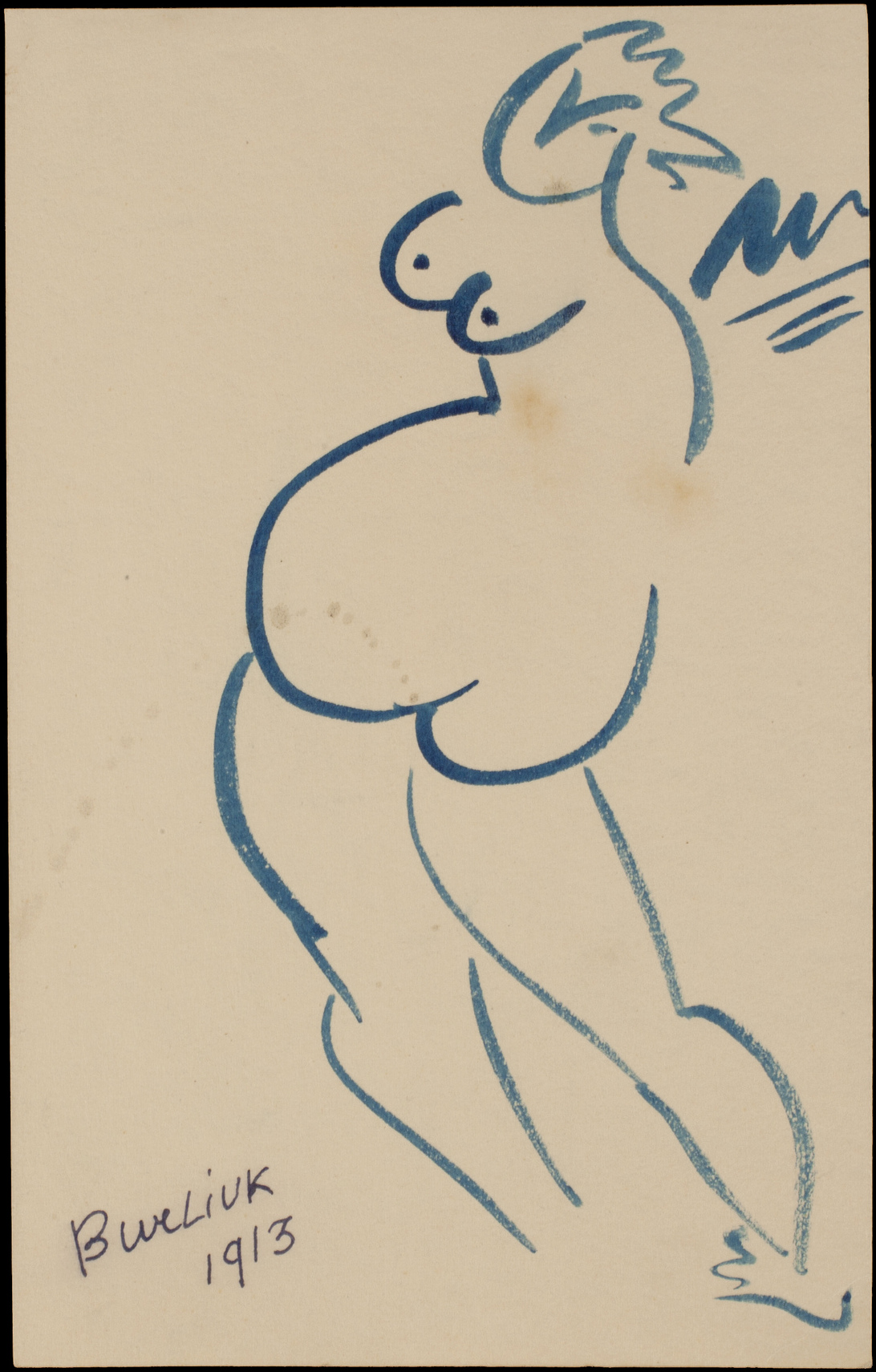
Vladímir Burliuk, Femme Figure (1913), Centro M. T. Abraham